# Beverbeek Classic
La Beverbeek Classic è una corsa in linea di ciclismo su strada maschile che si tiene a Hamont-Achel, in Belgio, nel mese di febbraio. Dal 1998 al 2003 era riservata ai dilettanti, nel 2004 non fu organizzata, mentre dal 2005 fa parte del calendario dell'UCI Europe Tour in classe 1.2.

## Albo d'oro
Aggiornato all'edizione 2014.
| Anno | Vincitrice          | Seconda           | Terza             |
| ---- | ------------------- | ----------------- | ----------------- |
| 1998 | Pascal Appeldoorn   | Paul van Schaelen | Steven De Cuyper  |
| 1999 | Marcel Luppes       | Eric Torfs        | Koen Dierickx     |
| 2000 | Nico Mestdach       | Kris Deckers      | Tom Boonen        |
| 2001 | Koen Das            | Jan Klaes         | Steven Persoons   |
| 2002 | Philippe Vereecke   | Tom Braem         | Mathieu Lamothe   |
| 2003 | Mark Vlijm          | Hans Dekkers      | Johan Vansummeren |
| 2004 | non disputata       |                   |                   |
| 2005 | Jarno Van Mingeroet | Hans Dekkers      | Steve Schets      |
| 2006 | Evert Verbist       | Tom Veelers       | Alain van Katwijk |
| 2007 | Nico Sijmens        | Martijn Maaskant  | Dennis Kreder     |
| 2008 | Johan Coenen        | Thomas Berkhout   | Dominic Klemme    |
| 2009 | Andreas Schillinger | Maarten Neyens    | Dennis Vanendert  |
| 2010 | Yannick Eijssen     | Edwig Cammaerts   | Grégory Joseph    |
| 2011 | Evert Verbist       | Dries Hollanders  | Sven Jodts        |
| 2012 | Tom Van Asbroeck    | Ian Wilkinson     | Alexander Blain   |
| 2013 | Nick van der Lijke  | Dries Hollanders  | Tom Vermeer       |
| 2014 | Rob Leemans         | Joren Segers      | Rutger Wouters    |